# Ochrolechia aegaea
Ochrolechia aegaea är en lavart som beskrevs av Kukwa. Ochrolechia aegaea ingår i släktet Ochrolechia och familjen Ochrolechiaceae.   Inga underarter finns listade i Catalogue of Life.